# 面接シミュレーションシリーズ
『面接シミュレーションシリーズ』（めんせつシミュレーションシリーズ）は日経映像が制作したビデオグラム教材（教育用ビデオ）シリーズである。

## 概要
入学試験や就職活動の面接対策を対象としたビデオグラム教材で、日経映像が制作した。1998年に『40代・50代のための面接シミュレーション』が制作され、2003年に追加で『20代・30代のための面接シミュレーション』『高校生版』『男子大学生版』『女子大学生版』『専門・専修学校版』が制作された。シリーズに含まれていないが小中学校受験版の『親子で見る面接シミュレーション』が2007年に制作された。
面接の様子を映像で見せることで、面接がどのように行われ、ビデオ画面上から質問してくる面接官に返答する事によって面接を疑似体験することができ、視聴者（受験者）自身が何度も繰り返し練習することにより、緊張を和らげ自信を持って面接試験に臨むことを目的としている。

## 面接シミュレーションシリーズ
1998年（平成10年）、はじめに中高年の転職希望者向け用『40代・50代のための面接シミュレーション』が制作され、2003年に他5タイトル、計6タイトルのビデオがリリースされた。いずれも株式会社ブライトキャリアによる監修。
『男子大学生版』『女子大学生版』のみ個人向け限定販売のCD-ROMがリリースされた。『高校生版』が日本視聴覚教育協会主催の2003年度優秀映像教材選奨（教育映像祭）にてビデオの部・学校教育部門で「優秀賞」を受賞した。
後に『20代・30代のための面接シミュレーション』『40代・50代のための面接シミュレーション』が同タイトル名でDVD-Video化され、日経BPマーケティングにて販売・レンタルを行っている。それら以外の本シリーズ各タイトルは各々リメイク、再編された。

### 収録内容
- 面接官の視点から見た失敗例
- 面接官本音インタビュー
- 面接の準備・心構え
- 敬語の使い方（『高校生版』、『専門・専修学校版』のみ）
- 面接シミュレーション

### タイトル一覧
| 制作年 | タイトル                               | 収録時間 | 備考                                 |
| ------ | -------------------------------------- | -------- | ------------------------------------ |
| 1998年 | 40代・50代のための面接シミュレーション | 約40分   | [ 注 2 ]                             |
| 2003年 | 面接シミュレーション 高校生版          | 約25分   | 2003年度優秀映像教材選奨優秀賞受賞。 |
| 2003年 | 面接シミュレーション 男子大学生版      | 約25分   | CD-ROM版が個人向け限定で販売。       |
| 2003年 | 面接シミュレーション 女子大学生版      | 約25分   | CD-ROM版が個人向け限定で販売。       |
| 2003年 | 面接シミュレーション 専門・専修学校版  | 約25分   | [ 注 5 ]                             |
| 2003年 | 20代・30代のための面接シミュレーション | 約25分   | [ 注 6 ]                             |

## 親子で見る面接シミュレーション
小学校受験・中学入試の面接を対象としたビデオ『親子で見る面接シミュレーション』が2007年に日経映像よりリリースされた。『親子で見る面接シミュレーション 小学校受験版』『失敗しないための面接シミュレーション 中学校受験版』の2タイトルがVHS/DVD（2013年以降DVDのみ）で同時発売。教育ライターの高橋公英（All About）が監修した。

### 収録内容
親子で見る面接シミュレーション 小学校受験版
- 小学校受験とは？
- 面接の実際
  - 面接の種類
  - 面接時のマナー
- 面接の失敗例・良い例
- 面接シミュレーション（質問全57問）
- 合格体験談とアドバイス[注 9]

失敗しないための面接シミュレーション 中学校受験版
- 面接で大切なこと
- 面接の流れ 控え室から応答のマナーまで
- 答え方のポイント 態度・言葉づかい等
  - 保護者面接の場合
- 面接シミュレーション（質問全42問）

### タイトル一覧
| 制作年 | タイトル                                          | 収録時間 | 備考                                              |
| ------ | ------------------------------------------------- | -------- | ------------------------------------------------- |
| 2007年 | 親子で見る面接シミュレーション 小学校受験版       | 43分     | サンプル映像                                      |
| 2007年 | 失敗しないための面接シミュレーション 中学校受験版 | 35分     | 受験者・鈴木七海役を小倉唯が演じた。 サンプル映像 |